# Alomya telenga
Alomya telenga là một loài tò vò trong họ Ichneumonidae.